# František Filip (reżyser)
František Filip (ur. 26 grudnia 1930 w Písku, zm. 9 stycznia 2021) – czeski reżyser i scenarzysta dokumentalny i telewizyjny, rzadziej filmowy.

## Biografia
František Filip urodził się w mieście Písek 26 grudnia 1930 roku. Podczas studiów w Szkole Filmowej i Telewizyjnej Akademii Sztuk Scenicznych w Pradze w latach 50. nakręcił swój pierwszy film dokumentalny. Po ukończeniu studiów w 1954 roku rozpoczął pracę w Telewizji Czechosłowackiej, gdzie pozostał do przejścia na emeryturę. Jednak, nawet po przejściu na emeryturę nadal pracował w telewizji. W ciągu swojej kariery wyreżyserował około 600 programów filmowych i telewizyjnych z różnych gatunków dla widzów w każdym wieku. Najbardziej znany m.in. z Hrdina má strach (1966), Zycie od kuchni (1985) i Cierpienia młodego Bohaczka (1969). W 2017 roku otrzymał nagrodę Thalia Award. 
Zmarł 9 stycznia 2021 roku na COVID-19, miał 90 lat. Pośmiertnie został odznaczony Medalem Za Zasługi I stopnia.